# طیف‌نگاری تشدید صوتی
طیف نگاری تشدید صوتی (Acoustic resonance spectroscopy) یکی از روش‌های طیف نگاری در ناحیهٔ صوتی است که به‌طور عمده ناحیه‌های صوتی در محدودهٔ شنوایی انسان و فراصوتی را شامل می‌شود. این نوع از اسپکتروسکوپی از نمونه‌های دیگری همچون HPLC و NIR سریع تر است. همچنین آن جز روش‌های غیر مخرب آزمایشگاهی محسوب می‌شود و نیازی به آماده‌سازی نمونه ندارد چون می‌توان موجبر نمونه بردار را به راحتی داخل پودر یا مایع نمونه فشار داد یا آن را در تماس با نمونه جامد قرار داد. تا به امروز، طیف نگاری تشدید صوتی به طرز موفقت آمیزی نمونه‌های شیمیایی را در شکل‌های متنوعی (قرص‌ها، پودرها و مایعات) اندازه‌گیری و از یکدیگر متمایز کرده‌است. در اصل از این روش اسپکتروسکوپی برای اندازه‌گیری و مشاهدهٔ پیشرفت واکنش‌های شیمیایی به کار می‌رود که به عنوان نمونه می‌توان به سخت شدن و فرایند تغییرات بتن، از خمیر سیمانی به حالت جامد اشاره کرد. اسپکتروسکوپی صوتی همچنین برای اندازه‌گیری نسبت حجم کلوییدها در یک محیط پراکندگی استفاده می‌شود همان‌طور که برای بررسی ویژگی‌های فیزیکی پراکندگی‌های کلوییدی همانند میزان پراکندگی توده‌ها توزیع اندازه ذرات استفاده می‌شود. به‌طور معمول، این آزمایش‌ها با سیگنال‌های تحریک سینوسی و مشاهده آزمایشگاهی میرایی این سیگنال‌ها صورت می‌پذیرد. در اینجا از مقایسهٔ میزان میرایی از منظر تئوری با میزان آن در مشاهده آزمایشگاهی، توزیع اندازه ذرات و پراکندگی توده‌ها استنتاج می‌شوند.

## تاریخچه
دیپن سینها از آزمایشگاه ملی لس آلاموس اسپکتروسکوپی تشدید صوتی را توسعه داد. بیشتر کارهای تحقیقاتی که در حوزه صوتی انجام شده‌است مربوط به ناحیه فراصوتی است وعامل مورد نظر برای طراحی و ساخت ابزار مرتبط با آن‌ها ، انتشار امواج صوتی در محیط مورد نظر است وپدیده تشدید آن‌ها در نظر گرفته نمی‌شود. یکی از اولین مقالات (که ممکن است اولین نباشد) دربارهٔ تشدید صوتی در سال ۱۹۸۸ در مجلهٔ اسپکتروسکوپی کاربردی(Applied Spectroscopy)انتشار یافت. محققان یک ابزار میله ای وی(V) شکل از جنس کوارتز طراحی کردند تا با استفاده از امواج فراصوت اثر مایعات مختلف در حد میکرولیتر را بدست آورند[]. محققان در آن زمان هیچ گونه دسته‌بندی آماری یا پروتکل‌های شناسایی نداشتند، به عبارتی دیگر محققان به سادگی اثرات تشدید مختلف را برای این مواد مختلف مشاهده می‌کردند. به‌طور مشخص سینها بر روی توسعه دستگاه اسپکترومتر تشدید صوتی کار می‌کرد که برای تشخیص سلاح‌های بیولوژیکی، هسته ای و شیمیایی به کار می‌رود. قبل از سال ۱۹۹۶ او به طرز موفقیت‌آمیزی یک دستگاه اسپکترومتر تشدید صوتی قابل انتقال (پرتابل) را توسعه داد که در میدان‌های جنگ قابلیت استفاده را داشت که این دستگاه می‌تواند مواد شیمیایی کشنده موجود در موادی در ابعاد خیلی کوچک را مشخص و شناسایی کند. علاوه بر این، این دستگاه توسط افراد دیگری در گروه‌های تحقیقاتی توسعه یافت که از جمله این افراد می‌توان به دکتر رابرت لدر از دانشگاه کنتاکی اشاره کرد که همچنین کار آن‌ها در مجلهٔ اسپکتروسکوپی به چاپ رسید. محققان یک وسیلهٔ V شکل ساختند که می‌توانست ناحیه‌های صوتی و فراصوتی ای را منتشر کند که تنوع بیشتری داشت. همچنین عبارت اسپکترومتر تشدید صوتی به این وسیله اطلاق می‌شد از سر ی مطالعه‌هایی که از سال ۱۹۹۴ انجام شد، اسپکترومتری تشدید صوتی توسعه یافت و برای تشخیص انواع مختلف چوب، قرص‌های دارویی، میزان سوختگی و نسبت‌های انحلال مواد محتلف قرص‌ها به کار گرفته شد۴-۵-۱. در سال ۲۰۰۷ کارهای تحقیقاتی قبلی و معاصر آزمایشکاه دکتر لدر به آنالیز شیمیایی اضافه شد که پتانسیل استفاده از امواج صوتی را برای استفاده در آنالیز شیمیایی و حوزه‌های مهندسی را مشخص می‌کرد.

## تئوری
دو نوع روش برای ارتعاشات وجود دارد که ارتعاش آزاد و واداشته از انواع آن هستند. ارتعاشات آزاد در اصل مدهای نرمال و طبیعی از ارتعاش یک ماده هستند. نوسانات واداشته توسط گونه‌هایی از تحریک شکل می‌گیرند تا ماده شیمیایی مورد آزمایش فراتر از مد نرمال نوسان کند. برخلاف بیشترین تکنیک‌های معمول که از ارتعاشات آزاد برای اندازه‌گیری نمونه‌های شیمیایی استفاده می‌شود، اسپکترومتر تشدید صوتی نوسانات واداشته را برای نمونه‌های شیمیایی به کار می‌گیرد. این روش تشدید صوتی چندین مد نرمال را با واداشتن فرکانس تحریک مربوط به یک نمونه که خود دارای ارتعاشات داخلی نیست باعث ایجاد یک طیف تشدیدی می‌شود۷.

### میلهٔ کوارتز
اسپکترومتر تشدید صوتی در اصل چینشی است تا اثر منحصر بفرد نمونه‌های مختلف را با استفاده از تداخل‌های سازنده و غیر سازنده بسازد. شکل یک، تصویری شماتیک از میلهٔ کوارتزی اسپکترومتر تشدید صوتی است که مسیر یک موج صوتی را در اثر میلهٔ کوارتزی نشان می‌دهد. در این‌جا از یک فانکشن ژنراتور(Function generator) به عنوان منبع استفاده می‌شود گرچه هر وسیله دیگری که قابلیت خروجی صدا در شکل ولتاژ را داشته باشد را می‌توان به جای آن استفاده کرد (همانند یک دستگاه پخش فشرده یا یک کارت صدا). در نتیجه چنین استفاده ای نویز سفید تولید می‌شود و ولتاژ توسط یک دیسک فیزوالکتریک (پیزوالکتریک) جفت شده با میلهٔ کوارتز به یک موج صوتی تبدیل می‌شود. ۳ موج صوتی باعث تشدید میلهٔ کوارتز شده که در شکل بصورت یک موج سینوسی نشان داده شده‌است و در نتیجهٔ آن دو برهمکنش مهم اتفاق می‌افتد. یک بخش از انرژی که بصورت قرمز نشان داده شده‌است با نمونه مادهٔ مورد نظر در یک حالت مشخص وابسته به نوع ماده برهمکنش می‌کند و بخش دیگری از آن که با رنگ آبی نشان داده شده‌است بدون تغییر مسیر خود را درون میلهٔ کوارتز ادامه می‌دهد. با این وجود هر دوی این قسمت از انرژی‌ها دارای فرکانس مشابه ای هستند با وجود اینکه ممکن است فاز دامنهٔ آن‌ها دستخوش تغییرات شود. در مرحلهٔ بعدی این دو موج بعد از برخورد با نمونهٔ مورد نظر با یک دیگر تداخل سازنده و غیر سازنده انجام می‌دهند که نوع آن وابسته به جابجایی فاز و تغییرات دامنه ناشی از نمونه است. انرژی تغییر یافته ناشی از برهم نهی امواج اولیه توسط یک دیسک دیگر پیزوالکتریک در انتهای میلهٔ کوارتز تبدیل به ولتاژ الکتریکی می‌شود.در انتها ولتاژ الکتریکی توسط یک رایانه با استفاده از یک کارت صدا ضبط می‌شود. همچنین نمونه با میلهٔ کوارتزی در یک فشار ثابت جفت شده‌است و توسط یک حسگر فشار کنترل می‌شود که همجنین به عنوان یک نگه دارندهٔ نمونه نیز عمل می‌کند. واشرهای پلاستیکی برای محکم کردن میلهٔ کوارتزی به عنوان یک پایهٔ محکم که اتصال آن را به محیط افراد به حداقل ممکن می‌رساند. پهنای باند نویز سفید برای گرفتن یک طیف کامل استفاده می‌شود. با این وجود کارت‌های صدا به‌طور معمول تنها گستره ای بین ۲۰ تا ۲۲۰۵۰ هرتز را مشخص می‌کنند. شکل موجی که به رایانه فرستاده می‌شود یک سیگنال زمانی مربوط به برهمکنش‌های نویز سفید و مادهٔ نمونه است. همچنین تبدیل فوریه سریع بر روی شکل موج اعمال می‌شود تا سیگنال زمانی را به یک طیف فرکانسی مورد استفاده تری تبدیل شود.